# Karl Svensson
Karl Svensson (Jönköping, 1984. március 21. –) svéd válogatott labdarúgó. Posztját tekintve belsővédő.
A svéd válogatott tagjaként részt vett a 2006-os világbajnokságon.